# Whitey Von Nieda
Stanley Lee Von Nieda jr., detto Whitey (Ephrata, 19 giugno 1922 – Elizabethtown, 6 settembre 2023), è stato un cestista e allenatore di pallacanestro statunitense, professionista nella NBL e nella NBA.
Al momento del decesso era coi suoi 101 anni il decano dei cestisti che avevano militato nella NBA .

## Palmarès
- All-NBL Second Team (1949)